# ورزشگاه ادوارز

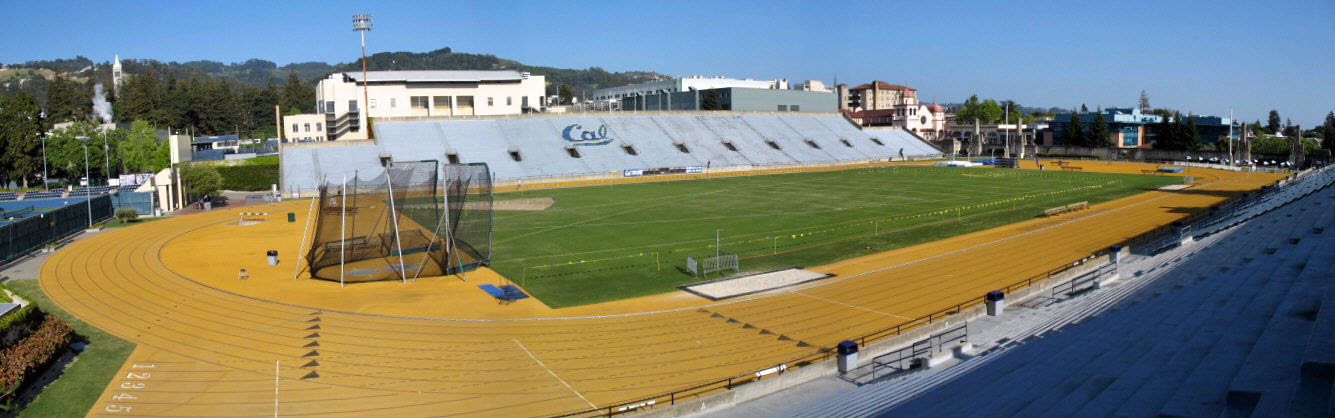

ورزشگاه ادوارز (به انگلیسی: Edwards Stadium) با ظرفیت ۲۲٬۰۰۰ نفر در شهر برکلی ایالت کالیفرنیا واقع شده‌است. این ورزشگاه در تاریخ ۱۹۳۲ تأسیس شد و دارای زمین چمن می‌باشد.